# Sandra Kinza
Sandra Kinza (* 1. August 1969 in Unna) ist eine ehemalige deutsche Eishockeyspielerin, die für die deutsche Nationalmannschaft an den Olympischen Spielen 2002 teilnahm.
Sandra Kinza stand mit 11 Jahren zum ersten Mal auf dem Eis. Sie spielte auf der Verteidigerposition. Mit der deutschen Nationalmannschaft nahm sie an den Olympischen Winterspielen 2002 in Salt Lake City teil. Sie ist eine der Spielerinnen mit den meisten Einsätzen im Nationaltrikot. Bei der ersten Europameisterschaft 1989 wurde sie als eine der beiden besten Verteidigerinnen ins All-Star-Team gewählt.
Ihr letzter Verein war der OSC Berlin, der in der Fraueneishockey-Bundesliga spielte. Sie spielte zuvor auch für den EHC Unna und den EHC Eisbären Düsseldorf. Beim OSC Berlin war sie ab 2003 als Co-Trainerin aktiv und wurde in der Saison 2005/06 mit dem OSC Deutscher Meister.

## Sportliche Erfolge
Für die deutsche Eishockeynationalmannschaft nahm sie an folgenden internationalen Turnieren teil:
- Olympische Winterspiele
  - Olympia 2002 – 6. Platz
- Weltmeisterschaften
  - WM 2000 (USA) – 7. Platz
  - WM 2001[4] (USA) – 5. Platz
- Europameisterschaften
  - EM 1989 – 3. Platz